# آموزش پزشکی در ایالات متحده

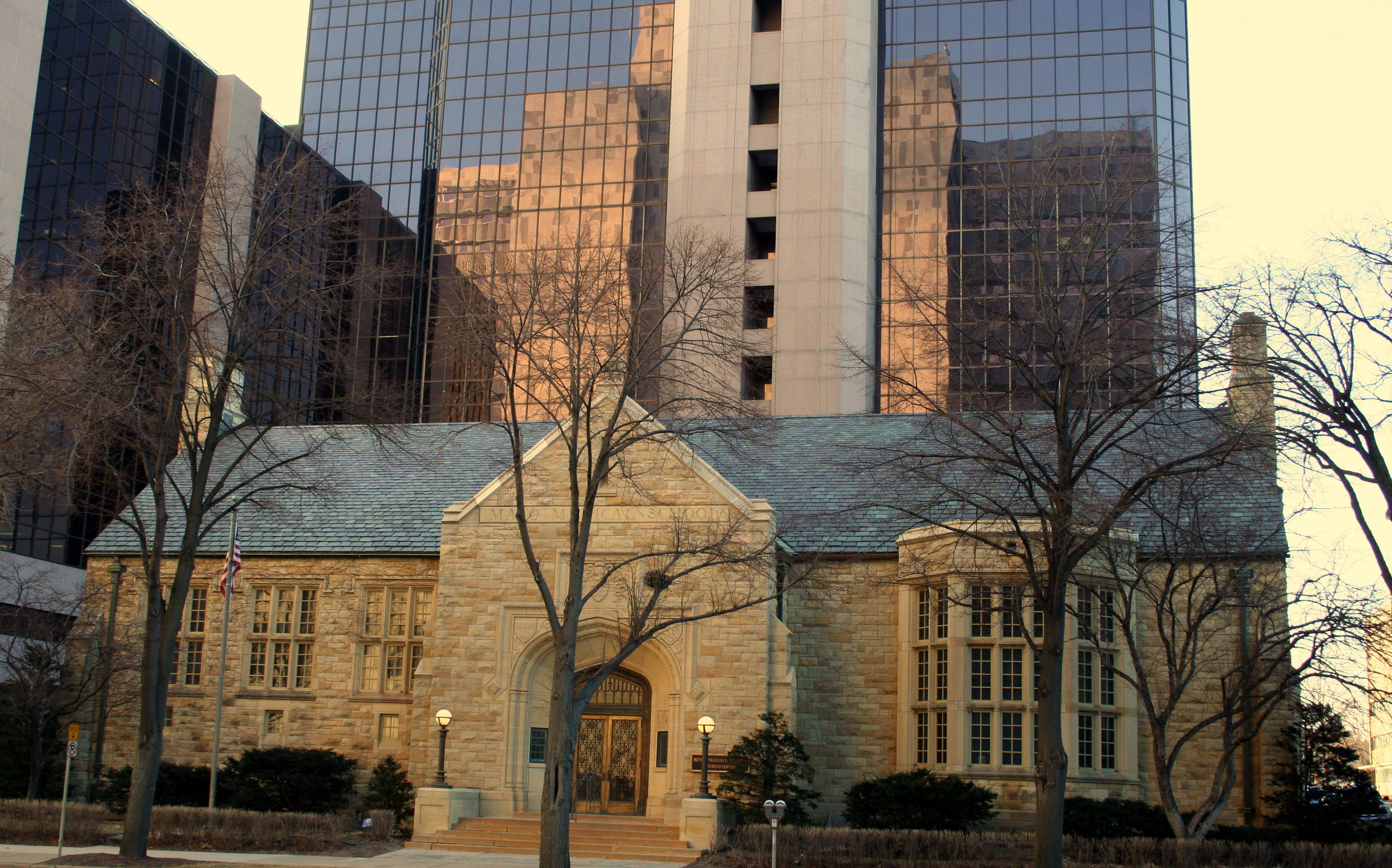
مرکز دانشجویان دانشکده پزشکی میو در مینه‌سوتا، آمریکا

آموزش پزشکی در ایالات متحده آمریکا شامل فعالیت‌های آموزشی با هدف آموزش و پرورش و آموزش پزشکان (D.O. یا M.D.) در ایالات متحده، از سطوح ابتدایی تا تربیت پزشکان حاذق از طریق آموزش مداوم می‌باشد.
رئوس مطالب نوعی از مسیر آموزش پزشکی در ایالات متحده در زیر ارائه شده‌است. با این حال، پزشکی، رشته‌ای بسیار متنوع با گزینه‌ها و راه‌های بسیار متنوع برای آموزش است.

## دانشکده پزشکی

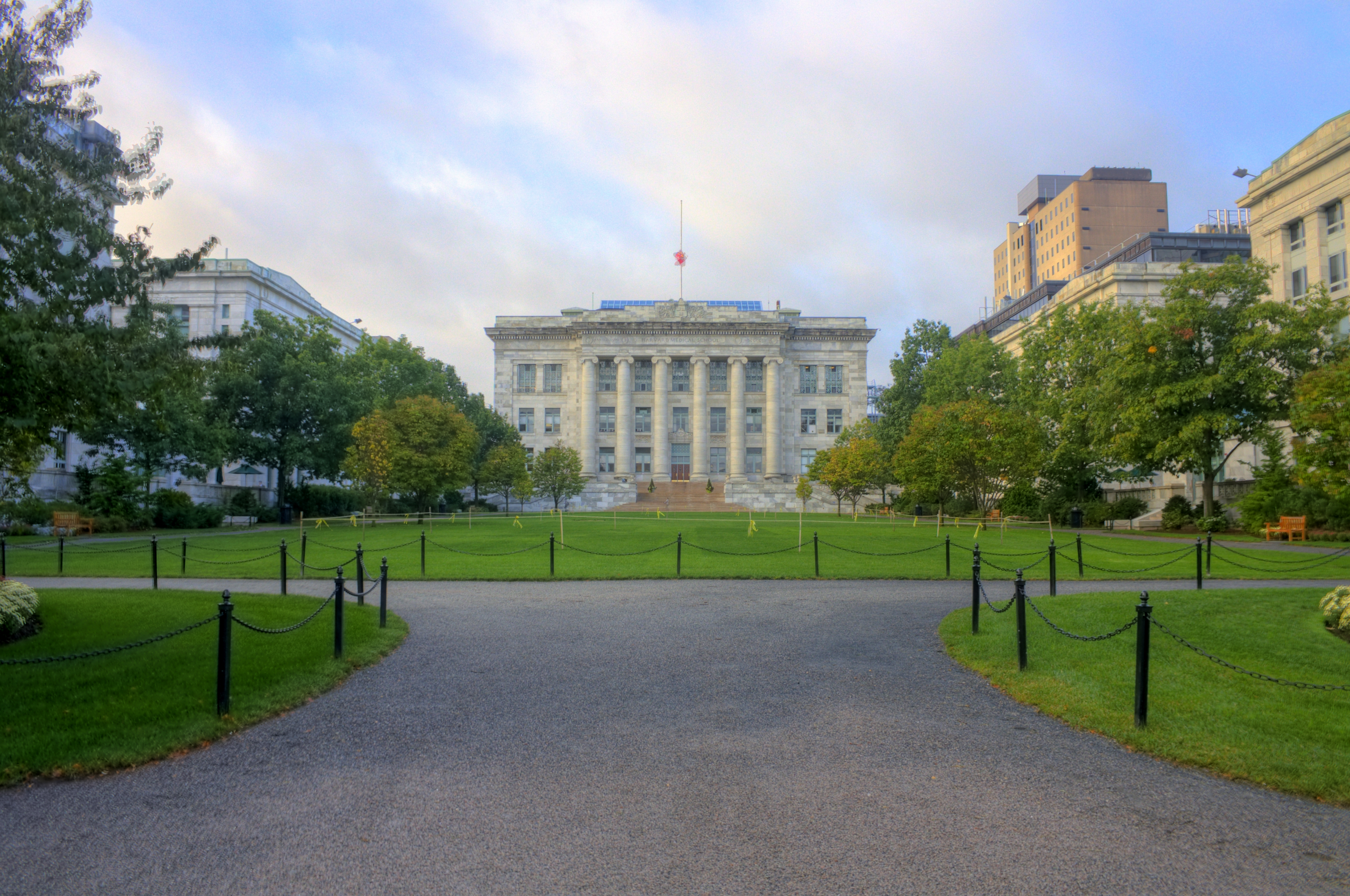
دانشکده پزشکی هاروارد در لانگوود، بوستون

در ایالات متحده، دانشکده پزشکی یک نهاد با هدف آموزش دانشجویان در زمینه پزشکی است. ورود به دانشکده پزشکی ممکن است از لحاظ فنی نیاز به تکمیل مقطع تحصیلی قبلی نداشته باشد. با این حال، متقاضیان معمولاً برای ورود به رشته پزشکی باید حداقل ۳ سال از دوره «پیش پزشکی» را در سطح دانشگاه به اتمام رسانده باشند، زیرا این مدرک به عنوان یک مدرک درجه دو طبقه‌بندی می‌شود. پس از ثبت نام و ورود به یک دانشکده پزشکی دوره آموزشی پنج ساله به دو قسمت تقریباً برابر تقسیم می‌شود: دوره پیش بالینی (شامل دوره‌های آموزشی در علوم پایه) و دوره بالینی (شامل چرخش در بخش‌های مختلف یک بیمارستان آموزشی). نوع درجه اعطا شده در پایان چهار سال بسته به نوع دانشکده پزشکی از نوع M.D. یا D.O. می‌باشد. هر دو درجه به صاحبانشان اجازه طبابت را پس از طی کردن یک دوره دستیاری معتبر می‌دهد.

## دوره کارورزی

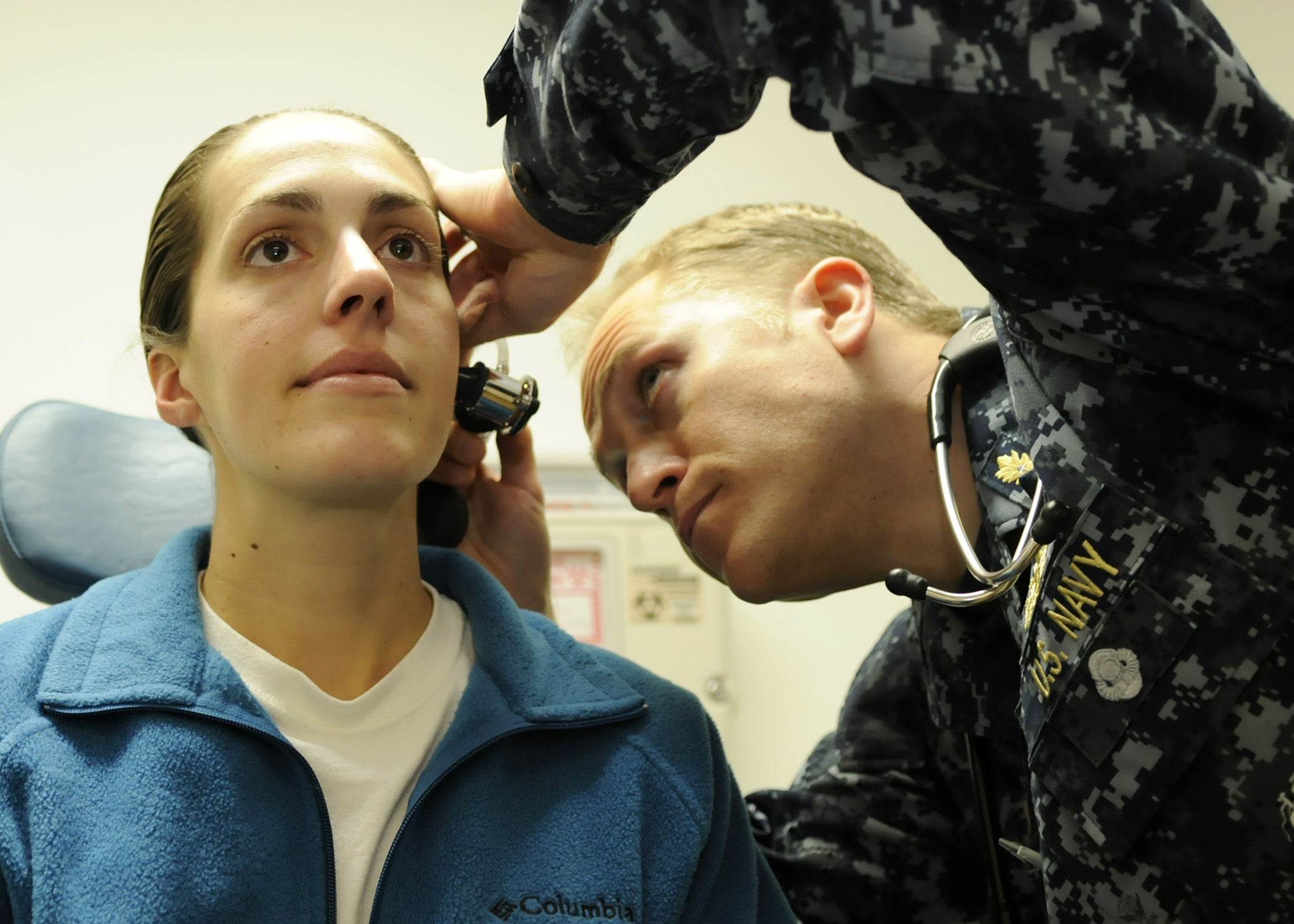
دانشجوی فارغ‌التحصیل درحال گذرانیدن دوره کارورزی در مرکز درمانی نیروی دریایی آمریکا، سن دیگو

در طول سال آخر فارغ‌التحصیلی آموزش پزشکی، دانشجویان برای ورود به دوره دستیاری پس از فارغ‌التحصیل شدن در رشتهٔ مد نظرشان، تقاضا می‌دهند.
در گذشته، آموزش پزشکی پس از فارغ‌التحصیل شدن همراه با یک دورهٔ یک ساله کارورزی آغاز می‌شد. اتمام این دوره به منزله کسب حداقل مهارت‌های لازم جهت کسب گواهی برای طبابت در بیشتر ایالت‌های آمریکا می‌باشد. با این حال، به دلیل طولانی بودن مدت آموزش پزشکی پس از فارغ‌التحصیلی، و کاهش استفاده از آن به عنوان مرحله پایانی در آموزش، بیشتر پزشکان جدید دوره کارورزی را به عنوان سال اول دوره دستیاری خود می‌گذرانند.

## دوره دستیاری

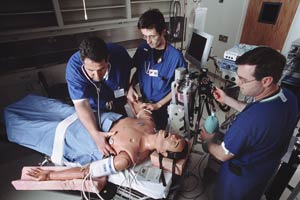
دانشجویان رشته دستیاری بیهوشی در حال کار با شبیه‌ساز بیمار

هر تخصص پزشکی برنامه درسی خاص خود را دارد، که بر اساس آن طول و محتوای آموزش لازم در دوره دستیاری را مشخص می‌کند. برنامه‌های دوره دستیاری از سه سال برای طب داخلی تا پنج سال برای تخصص جراحی و هفت تا هشت سال برای جراحی مغز و اعصاب متغیر است. مدت زمان ذکر شده، شامل سال‌های صرف شده برای تحقیقات که برای کسب مدرک Ph.D در کنار دوره دستیاری گذرانیده می‌شود، نمی‌باشد.

## دوره تکمیلی تخصصی
دوره تکمیلی تخصصی، برنامه آموزشی تمام وقت رسمی است که طی آن بر یک موضوع خاص از یک تخصص پزشکی تمرکز می‌شود. بسیاری از زمینه‌های تخصصی نیاز به آموزش رسمی فراتر از دوره دستیاری دارند، که از جمله آن‌ها می‌توان به نمونه‌هایی مانند قلب و عروق، غدد، سرطان پس از دورهٔ دستیاری داخلی، بیهوشی قلب بعد از دوره دستیاری بیهوشی و جراحی قلب، جراحی اطفال، جراحی انکولوژی بعد از دوره دستیاری جراحی اشاره کرد. طول مدت دوره تکمیلی تخصصی بین یک تا سه سال متغیر است و اغلب شامل یک بخش تحقیقاتی می‌باشد.

## دانشنامه تخصصی
پزشک یا جراحی که دوره دستیاری خود را طی کرده باشد و مشغول طبابت در رشتهٔ تخصصی خود باشد را پزشک اتند می‌نامند. پزشکان سپس باید در یک امتحان کتبی و شفاهی در زمینهٔ تخصص خودشان قبول شوند تا به آن‌ها دانشنامه یا گواهینامه تخصصی اعطا شود.